# Лочмель, Иосиф Фадеевич
Иосиф Фадеевич Ло́чмель (бел. Іосіф Фадзеевіч Лочмель; 1907—1942) — белорусский советский историк. Участник Великой Отечественной войны. Погиб в 1942 году. Кандидат исторических наук.

## Биография
Окончил Могилёвский педагогический институт.
В 1935—1941 годах сотрудник Института истории Академии наук Белорусской ССР.
Погиб в 1942 году на фронте во время Великой Отечественной войны.

## Научная деятельность
Являлся одним из основателей марксистско-ленинского подхода в белорусской историографии наряду с Василием Щербаковым.
Занимался исследованием вопросов белорусско-польских отношений, национально-освободительной и антифеодальной борьбы белорусского народа. Один из первых белорусских исследователей польского восстания 1863—1864 годов на белорусских землях под руководством К. Калиновского. Выступил с критическим разбором «сарматского» мифа польской историографии.